# سیارک ۳۹۸۹۰
سیارک ۳۹۸۹۰ (به انگلیسی: 39890 Bobstephens، نامگذاری:1998FA3) سی و نه هزار و هشتصد و نودمین سیارک کشف شده‌است که در ۲۳ مارس ۱۹۹۸ کشف شد.